# Bataille des champs Catalauniques (451)
Pour les articles homonymes, voir Bataille des champs Catalauniques.
Déclin de l'Empire romain d'Occident
Batailles
- Pollentia (402)
- Vérone (403)
- Fiesole (405/406)
- Passage du Rhin (406)
- Mayence (406)
- Rome (410)
- Carthage (439)
- Champs Catalauniques (451)
- Rome (455)
- Sinuessa (458)
- Carthagène (460)
- Orléans (463)
- Cap Bon (468)

La bataille des champs Catalauniques oppose en 451, à l'époque de l'Antiquité tardive, l'armée du patrice Ætius, au service de l'empereur romain d'Occident Valentinien III, et de ses alliés germaniques, notamment le roi des Wisigoths Théodoric Ier, à l'armée conduite par le roi des Huns (depuis 434) Attila, avec ses propres alliés, notamment Ostrogoths. Elle s'achève par la défaite d'Attila, suivie de son repli hors de Gaule.
Attila, ayant attaqué l'Empire d'Occident en Gaule au début de 451, réussit à prendre Metz puis à mettre le siège devant Orléans. La coalition réunie par Aetius le contraint à lever le siège et à repartir vers le nord-est. Il est rattrapé dans la région de Troyes-Châlons-Reims par Aetius et contraint de livrer bataille. Cette bataille, qui met aux prises plusieurs dizaines de milliers de combattants, se déroule en un lieu qui n'est pas encore identifié avec précision.

## Contexte

### Les Huns et l'Empire hunnique de 370 à 434

Empire romain d'Occident
Empire romain d'Orient
Fédérés burgondes
Fédérés wisigoths
Fédérés francs
Territoires sous contrôle d'Attila

Les Huns apparaissent dans les sources romaines vers 370, au moment où ils franchissent la Volga et soumettent les Alains. Ils franchissent ensuite le Don et soumettent les Ostrogoths. Les Wisigoths, au nord du Danube, préfèrent se réfugier dans l'empire romain d'Orient, où ils battent l'armée de l'empereur Valens en 378 (bataille d'Andrinople).
Poursuivant leur avance vers l'ouest, les Huns suscitent d'autres mouvements des peuples germaniques, et des troubles pour l'Empire. Dans la première moitié du siècle, ils s'installent dans les plaines danubiennes de Pannonie.

### L'Empire romain divisé de 395 à 450
Depuis le règne de Dioclétien (de 284 à 305) et le système de la tétrarchie, l'empire romain est divisé en deux parties, Occident et Orient, parfois réunifiées au cours du IVe siècle. 
Le dernier empereur à régner seul est Théodose le Grand, pendant les trois dernières années de son règne (392-395). Après lui, la division devient définitive. L'Empire d'Orient revient à son fils aîné Arcadius (de 395 à 408), puis au fils de celui-ci Théodose II (de 408 à 450), l'Empire d'Occident à son fils cadet Honorius (de 395 à 423), puis après un bref intermède, à son petit-fils Valentinien III (de 425 à 455).
Sous le règne de Valentinien, le principal chef politico-militaire en dehors de la famille impériale est le patrice Ætius, un demi-barbare, qui connaît bien les Huns, ayant été otage à la cour hunnique, où il a probablement rencontré Attila, et qui utilise volontiers les Huns comme soldats dans l'armée romaine. Les légions romaines à cette époque sont en effet en quasi-totalité formées de Barbares, soldats et officiers.

### Les invasions au début duVesiècle
Touché en 378 par l'invasion des Wisigoths, l'Empire d'Orient parvient au bout de quelques années à surmonter ce problème, qui devient celui de l'Empire d'Occident. Les Wisigoths attaquent d'abord en Italie, où Rome est mise à sac en 410 ; puis au bout de quelques années, ils acceptent de s'installer comme fédérés en Gaule, dans le cadre de ce qu'on appelle le royaume de Toulouse. 
L'Empire d'Occident est touché par d'autres invasions à la fin de l'année 406, notamment celles des Suèves et des Vandales. Les Suèves prennent le contrôle d'une partie de l'Hispanie et les Vandales d'une partie de l'Afrique du Nord.
D'autres peuples s'installent en Gaule, parfois avec le consentement de l'empereur, sous forme d'un traité de fédération (fœdus) qui impose des obligations et des droits au peuple concerné, considéré comme allié à Rome, bien qu'à l'intérieur de l'Empire : les Burgondes, installés en 411 près de Worms ; les Francs saliens dans la région de Tournai et de Cambrai. 
Il y a aussi des groupes moins importants : Alains de la région d'Orléans, Taïfales de la région de Tiffauges (Vendée), Sarmates de la région de Baugé (Maine et Loire), Bretons en Armorique.

### Le règne d'Attila de 434 à 450
Attila règne d'abord conjointement avec son frère Bleda, qu'il élimine en 445. Leur politique extérieure est principalement tournée vers l'Empire d'Orient, où ils imposent à Théodose II le versement d'un tribut. 
- Traité de Margus (435)

En 440, le traité n'étant pas respecté, les Huns attaquent et s'emparent de plusieurs villes importantes, contraignant Théodose II à un nouvel accord, moins favorable.
En 450, la mort de Théodose entraîne un changement important : la couronne échoit (grâce à son mariage avec la sœur de Théodose, Pulchérie) à Marcien, un général hostile à la politique d'accommodement avec Attila. Marcien dénonce le traité avec les Huns et cesse de verser le tribut, tout en renforçant la défense du limes danubien. 
Attila se tourne alors vers l'Occident.

### L'offensive d'Attila en Gaule en 451

Itinéraires probables des Huns lors de l'invasion de la Gaule, et situation des villes sur leur parcours.

Attila avait le soutien de Genséric, roi des Vandales qui lui servait aussi d'agent de renseignement et de diplomate.
L'origine de la campagne d'Attila en Gaule est à rechercher dans la quête de butin. Attila avait imposé par la force à l'empire d'Orient le paiement d'un lourd tribut, mais en 450 le nouvel empereur Marcien refuse de payer. Attila se tourne alors vers l'Occident qu'il avait jusqu'alors épargné. Selon Jordanès, il prétexte pour son intrusion sur le sol de Gaule qu'il va soumettre les Wisigoths, ancien peuple fédéré aux Huns d'Ermanaric. Pour les Huns, tout peuple soumis un jour aux Huns leur doit tribut pour la postérité. La démarche n'est pas fortuite, l'Aquitaine est de loin la province la plus riche des Gaules.
Attila franchit donc le Rhin d'autant plus facilement que vingt ans auparavant, les Huns alliés aux Romains avaient détruit le royaume burgonde de Gondicaire à la demande du général romain Ætius et que les Burgondes survivants ont été répartis dans la Sapaudie sous la surveillance de Rome.
Attila fait le siège de Metz, qu'il rase complètement et dont il fait massacrer la population entière puis se dirige vers Orléans. Attila sait qu'il ne va rencontrer que peu ou pas de résistance significative jusqu'à ce qu'il atteigne Aurelianum (l'actuelle Orléans). Pourtant, il s'arrête devant Lutèce (l'actuelle Paris) mais ne cherche pas à la conquérir ni même à la traverser. On ignore s'il a reçu un tribut des patriciens pour épargner la ville ou s'il ne souhaite pas prendre de retard de crainte de rencontrer les troupes romaines.
Cependant selon la tradition, lors du siège de Paris en 451, grâce à sa force de caractère, Sainte Geneviève, qui n’a que 28 ans, convainc les habitants de Paris de ne pas abandonner leur cité aux Huns. Elle encourage les Parisiens à résister à l’invasion par les paroles célèbres : « Que les hommes fuient, s’ils veulent, s’ils ne sont plus capables de se battre. Nous les femmes, nous prierons Dieu tant et tant qu’Il entendra nos supplications. » De fait, Attila évita Lutèce (Paris).
Sangiban, roi des Alains, dont le territoire incluait Aurelianum, avait promis d'ouvrir les portes de cette ville à Attila, mais les Romains eurent connaissance de ce complot et furent non seulement capables d'occuper par la force la cité, mais aussi d'obliger les troupes de Sangiban à se joindre à l'armée alliée. Lorsque Attila se présenta et constata qu'il ne pouvait compter sur cette ville, il fit retraite. Poursuivi, il décida de faire front dans l'espoir de tuer Ætius. Le volume des richesses accumulées au cours des pillages de l'Europe centrale le ralentit considérablement. Devant les troupes hunniques, le point de passage est Catalauni (actuelle Châlons-en-Champagne) distant de près de 200 km d'Orléans. Mais les Francs avaient investi Catalauni, seul point de passage de la Marne, et renforcé ses défenses. Attila n'avait plus le choix, le combat devait s'engager.
La bataille des champs Catalauniques réunit les armées fédérées et les forces romaines présentes en Gaule. Les préfets, tel Avitus, y participèrent activement, ainsi que les représentants de l'Église chrétienne d'Occident. Ce fut une coalition de peuples hétéroclites contre l'envahisseur barbare hunnique qui emmenait sous sa bannière, lui aussi, ses peuples fédérés.

## La bataille

### Les forces en présence

#### Les Huns
Derrière ce mot, il faut comprendre les Huns et tous les peuples soumis à leur empire qui s'étend du centre de l'Asie au Danube : Ostrogoths, Ruges, Skires, Gépides, Alains, Suèves, Sarmates, Thuringes, Gelonians. À combien s'élèvent leurs forces combattantes ? 500 000 selon Jordanès, ce qui semble irréaliste. En revanche, si on compte les familles qui se déplacent avec ces peuples en marche, le chiffre de 500 000 personnes ne serait pas exagéré. Mais, en ce qui concerne les combattants seuls, ils sont estimés à 60 000, ce qui est tout de même une armée très importante pour l'époque.
Les Huns sont au centre face au piémont : ce sont des cavaliers légers qui combattent à l'aide d'arcs en tirant sur l'ennemi pour le harceler puis finissent par le combattre à l'épée. Leur équipement est partiellement romanisé après un siècle de contacts.
À l'aile gauche sont placés leurs meilleurs alliés : les Ostrogoths dirigés par trois frères à la tête chacun d'un groupe placé de gauche à droite : Thiudimir, Valamir, Vidimer. Les Gépides font la jonction avec les Huns du centre. Les Ostrogoths combattent de la même manière qu'ils l'ont fait à Andrinople en 378 et qu'ils feront à Taginæ en 552 :
- en première ligne, une cavalerie lourde combattant à la lance et à l'épée et dont les chevaux sont en partie recouverts d'armure ;
- la seconde ligne, de réserve, constituée d'infanterie représente un mur derrière lequel la cavalerie peut se réfugier.

À l'aile droite : les moins bonnes troupes face aux Romains - l'infanterie (Suèves, Hérules, Thuringes).

#### Les Romains
Les forces impériales sont composées d'une coalition de fédérés et d'alliés de l'Empire ainsi que d'éléments romains, et non de ses légions, qui ne sont plus qu'un souvenir à cette époque. Ætius a utilisé ses talents de diplomate pour réunir une coalition de peuples barbares fatigués des razzias des Huns. L'ensemble représente de 40 000 à 50 000 hommes. Jordanès donne une liste non exhaustive des éléments non romains : Francs, Sarmates, Armoricains, Burgondes, Saxons, Litiani et Ripariolibriones (Ripari et Olibriones ou Riparioli et Briones selon les auteurs).
Le plus puissant élément de cette force hétéroclite (10 à 15 000 hommes) n'est en réalité pas fédéré à l'Empire mais allié : ce sont les Wisigoths du roi Théodoric, placés à l'aile droite. Théodoric est secondé par ses deux fils Thorismond et Théodoric II, respectivement commandants des ailes droite et gauche wisigothiques. Cette armée est constituée de la même manière que celle des Ostrogoths.
Au centre, les Alains du roi Sangiban sont des fédérés installés dans l'Orléanais : ce sont des cavaliers lourds équipés à la sarmate de façon romanisée.
L'aile gauche est commandée par Ætius, maître des deux milices. Elle est constituée des troupes romaines et de leurs alliés francs, burgondes, saxons et armoricains. Il s'agit principalement de contingents de fantassins appuyés par des archers.

### Le déroulement de la bataille

Schéma de la bataille.

La nuit précédant la bataille, une partie des forces romaines rencontra une bande de Gépides loyaux à Attila. Dans l'engagement, environ 15 000 hommes de chaque camp auraient été mis hors de combat.
Le combat débuta au début d'une après-midi de l'été 451 pour ne finir que tard dans la nuit. Les forces d'Ætius occupant un sommet de colline, les Huns lancèrent une attaque de cavalerie. Repoussés, ils furent poursuivis par les Wisigoths dont le chef Théodoric Ier fut tué (probablement de la main du roi ostrogoth Valamir), et se retranchèrent à la tombée de la nuit derrière leurs chariots placés en cercle.
Le lendemain Ætius et le fils de Théodoric Ier, Thorismond, discutèrent de la stratégie à adopter. Ce dernier voulait attaquer le camp des Huns encerclé, mais Ætius craignait sans le dire que les Wisigoths ne deviennent trop puissants. Il conseilla à son allié de retourner à Toulouse pour s'assurer de son royaume vis-à-vis de ses frères. Plus probablement, Thorismond lui-même aurait choisi de quitter le champ de bataille estimant que le fœdus de Théodoric Ier était annulé avec sa mort.
Objectivement, Thorismond avait autant d'avantage qu'Ætius à ne pas anéantir les Huns. La menace représentée par ses frères était réelle sans compter qu'une déroute des Huns aurait sans doute largement fourni l'armée romaine en auxiliaires. Quant à Ætius, il pouvait se présenter en triomphateur sans déchoir grâce à une victoire sur le sol de la Gaule, conscient que l'empire d'Occident ne pouvait contrôler toutes ses terres d'Empire par ailleurs. Une fois Attila reparti vers sa base en Pannonie, les Huns redevenaient le problème de l'empire d'Orient, de même qu'en lui laissant la vie, Ætius se gardait un ennemi à combattre pour asseoir sa puissance à Rome. Thorismond prit le temps d'organiser les funérailles de Théodoric Ier et quitta le camp. Toutefois, ces deux alliés d'une guerre firent un mauvais calcul : le court règne de Thorismond prit fin l'année suivante, assassiné par Théodoric II (qui sera lui-même assassiné par Euric) et Ætius fut assassiné par Valentinien III.
Attila était suffisamment inquiet de la suite pour avoir fait préparer une pile de selles faisant un éventuel brasier dans lequel il aurait fait jeter son corps si la situation devenait critique. Selon d'autres sources, le feu venait d'un grand festin pour fêter sa victoire. Lorsqu'Attila vit que les Wisigoths partaient, il crut à une feinte, mais il finit par comprendre qu’Ætius lui laissait ouvert le chemin du retour. Les autres alliés barbares se dispersèrent. Ætius ne pouvait attaquer seul Attila, qui resta un temps sur les lieux puis se retira lentement sur le Rhin, guidé par l’évêque saint Loup de Troyes.

### Bilan et suites
Si le nombre des combattants était peut-être élevé, il est difficile de connaître les pertes, possiblement assez lourdes. L'historien espagnol Hydace de Chaves rapporte que 300 000 combattants périrent, tandis que Jordanès, qui lui est postérieur, mentionne 90 000 morts dans l'affrontement préliminaire entre Francs et Gépides, et 162 000 pour l'ensemble des combattants engagés dans la bataille, nombres tenus pour exagérés. Attila fut par ailleurs diabolisé par les historiens de l'époque, tendant à augmenter sa puissance. Les contingents alains venus d'Orléans durent néanmoins subir de lourdes pertes, car on n'entendit plus parler d'eux. De manière générale, si les autorités ecclésiastiques romaines ont paru grossir exagérément l'importance du revers infligé aux Huns, ceux-ci se sont retirés du champ de bataille les chariots remplis de butin, ce qui était l'objectif primordial de leur campagne. Cela permettra à Attila de continuer à entretenir ses vassaux pour les campagnes à venir.
La bataille fut suffisamment importante pour être relatée parce qu'elle amena un changement fondamental dans les rapports des peuples soumis vis-à-vis de Rome. En paiement de ses loyaux services, Mérovée, roi des Francs saliens, fut reconnu par Rome comme roi de la Gaule belgique. À partir de là, les Francs imposèrent graduellement leur domination sur toute la Gaule gallo-romaine pour les trois siècles à venir. Gondioc, chef des Burgondes, dont le royaume outre-Rhin avait été mis à sac vingt ans plus tôt par les Romains avec l'aide des Huns, se tailla le royaume de Bourgogne. Il ne resta bientôt plus qu'un seul patrice romain en Gaule, Syagrius, entouré de rois barbares.
La bataille des champs Catalauniques n'est pas décisive, car Aetius n'est pas en mesure d'anéantir l'armée d'Attila, notamment parce que les Wisigoths se retirent en raison de la mort sur le champ de bataille de Théodoric Ier. En 452, Attila lance une nouvelle offensive en Italie du Nord, où se trouve l'empereur, sans rencontrer de résistance, ce qui semble indiquer que ses pertes furent minimes et que son prestige n'avait pas diminué. Il s'empare du nord de la plaine du Pô (Aquilée, Milan, Padoue) mais il renonce pour diverses raisons à attaquer Ravenne, siège du gouvernement impérial, ou Rome, capitale de l'empire. Au début de 453, il meurt de façon inattendue, ce qui entraîne la dislocation en quelques mois de l'Empire hunnique.
L'Église était la seule structure sociale restant solide en cette période de délitement de l'Empire romain. Malgré son appui et celui des évêques des Gaules, l'administration romaine d'Ætius perd le contrôle d'une grande partie de la Gaule, mais surtout, tout en conservant les structures administratives et religieuses, elle fut dans l'obligation de changer hâtivement les protections politiques et militaires des cités. Elle laisse les anciens limes aux différents peuples germaniques installés à leurs voisinages, ordonne la migration du peuple des Burgondes, anciens gardiens officiels des limes de l'Empire romain, vers le sud, et leur établissement en Gaule romaine orientale, au nord des Alpes. Ainsi les Francs de Mérovée, simples auxiliaires du limes rhénan batave, obtiennent une entrée officielle de protecteurs auxiliaires dans les cités du Nord de la Belgique seconde.
Cela n'assure pas une longue survie à l'Empire romain d'Occident. Les royaumes germaniques, fédérés (Wisigoths, Burgondes, Francs Saliens) ou non (Vandales, Suèves) contrôlent la plus grande partie du territoire en dehors de l'Italie. Or, Aetius est assassiné en novembre 454 par Valentinien III, qui est lui-même assassiné en mars 455. Cela marque le début de trois décennies difficiles sous le gouvernement à Ravenne du général germain Ricimer, qui nomme et dépose les empereurs. L'Empire d'Occident disparaît à la fin des années 470 (selon la tradition, en 476, année de la déposition de Romulus Augustule par Odoacre, fils d'un des généraux germains d'Attila, Edecon). 

## Historiographie

### Le problème de la localisation
Napoléon III, fasciné par l'histoire, fait lancer des fouilles de 1861 à 1865 qui ne donnent rien. L’écrivain ultra-nationaliste Nihal Atsiz avait vanté cette bataille désignant la supériorité des peuples turciques. 
Au XIXe siècle, M. Tourneux, ingénieur en chef du département de la Marne, situait la bataille aux environs de l'actuelle ville de Châlons-en-Champagne , mais cette localisation reste l'objet de controverses archéologiques, chef-lieu de la cité des Catalaunes (Catalauni) dans l'empire romain, la formule « champs Catalauniques » venant du nom de ce peuple gaulois. Ce terme désignait la plaine (campania), crayeuse allant de Reims à Troyes, dont Châlons était l'épicentre.
L'historien Jordanès qui donne une longue narration de la bataille situe le champ de bataille dans les champs Catalauniques, également nommés Campus Mauriacus, lieu dont la localisation précise reste incertaine. Cinq lieux principaux se dégagent des études.
1. À l'ouest de Troyes (Dierrey-Saint-Julien). Le lieu a été cherché entre Sens et Troyes, à quinze kilomètres à l'ouest de Troyes, dans la plaine de Moirey[19], anciennement Mauriacum, localité aujourd'hui disparue au sud de la commune de Dierrey-Saint-Julien (Aube).
2. À l'ouest de Troyes (Montgueux). Certaines études supposent que ce combat se serait déroulé dans un lieu appelé champs Mauriaques (campus mauriacus)[20]. Ces études situent le campus mauriacus à l'ouest de Troyes près du village de Montgueux[21]. On trouve également le chemin des Maures entre Troyes et Montgueux, lequel nom est considéré par les toponymistes comme dérivant de « mont des Goths ».
3. Au nord-est de Châlons (La Cheppe). Pour d'autres chercheurs européens, le champ de bataille serait situé à une douzaine de kilomètres au nord-est de Châlons-en-Champagne, dans la commune de La Cheppe[22]. On y trouve une vaste enceinte protohistorique dite « camp d'Attila », datant du Ier siècle av. J.-C., située sur les bords de la Noblette, vestige d'un oppidum gaulois occupé ensuite par les Romains. Cette place forte de forme elliptique comprenait des remparts en terre, hauts d'environ sept mètres, entourés de fossés ; de nos jours la végétation l'entoure d'une épaisse barrière d'arbres. La voie romaine passant à proximité, et la vaste plaine qui la jouxte permettent d'envisager qu'une bataille s'y soit déroulée. Toutefois, ce camp ne fut désigné comme « camp d'Attila », qu'à partir du XVIIe siècle. Napoléon III y fit lancer des fouilles, mais sans résultat. Une autre série de fouilles (à la fin du XIXe siècle) permit de mettre au jour des céramiques, des colliers en bronze et diverses pièces en fer forgé (conservés au musée de Saint-Germain-en-Laye). Les fouilles s'étendirent jusqu'aux tumulus de Bussy-le-Château en remontant la Noblette.
  - C'est aussi lors de cette quête que fut recherché le tombeau de Théodoric dans les tumulus autour de Chalons, classé monument historique en 1963.
4. Au nord-ouest de Troyes (Méry-sur-Seine). À la suite de la découverte du trésor de Pouan et de son étude[23] par Achille Peigné-Delacourt, la bataille se serait déroulée entre Méry-sur-Seine et Arcis-sur-Aube. L'historien britannique Thomas Hodgkin propose aussi le site de Méry-sur-Seine.
5. Au nord-ouest de Troyes (Sainte-Maure). Près de Sainte-Maure à quelques kilomètres au nord-ouest de Troyes, se trouve une plaine (qui pourrait être le Campus Mauriacus dont parle Grégoire de Tours) dominée par deux collines qui pourraient être les lieux où Ætius et Attila s'installèrent avant la bataille.

Le lieu exact reste cependant incertain.

### Sidoine Apollinaire et Grégoire de Tours, historiens desVeetVIesiècles
L'échec inattendu des troupes d'Attila est né d'abord de la prise en main des opérations, par Aignan, l'évêque d'Orléans assiégée. C'est à partir de là que naquit l'espoir. Les historiens des Ve et VIe siècles Sidoine Apollinaire et Grégoire de Tours décrivent l'échec des Huns comme miraculeux pour l'Empire romain, dès le moment où commença à se manifester la volonté de résistance de l'évêque et des Orléanais (dont on nous dit qu'ils ne manquèrent pas de s'en remettre à Dieu par leur foi et par leurs prières), puis lors de l'arrivée opportune de l'armée d'Ætius (qu'Aignan avait été convaincre en Arles), avant d'aboutir à la défaite finale d'Attila face à Ætius. Par ailleurs, le massacre de Metz commis l'année précédente par les Huns est interprété par Grégoire comme une punition divine pour les péchés de ses habitants : seul l'oratoire de Saint-Étienne échappa miraculeusement à l'incendie de la ville.

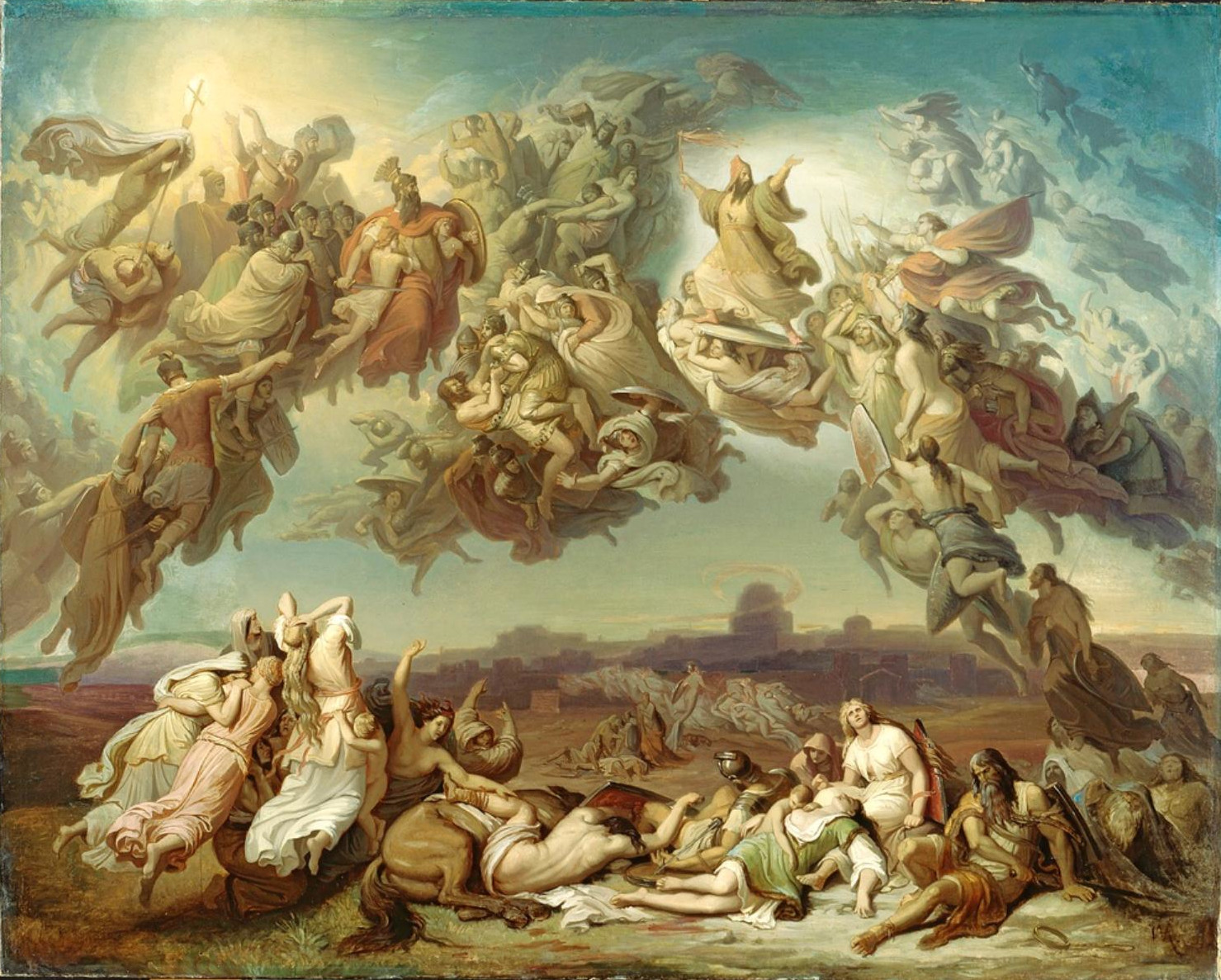
Die Hunnenschlacht (« La Bataille des Huns »), tableau de Wilhelm von Kaulbach.
Cliquer sur la photo pour l'agrandir.

### AuXIXesiècle, en pays germaniques, le mythe romantique d'une victoire chrétienne sur le paganisme
Au XIXe siècle, des artistes romantiques allemands ou d'inspiration germanique essayèrent d'élever au rang d'un mythe cette bataille des champs Catalauniques et la victoire contre les Huns. Cela s'accompagna de toutes les altérations de l'histoire qui permettent de forger un mythe : ainsi, une fresque gigantesque du peintre allemand Wilhelm von Kaulbach la dépeint comme une bataille des chrétiens contre les Huns, où le roi Théodoric mort au combat plane au milieu du tableau, tenant une croix qui irradie dans toutes les directions. Frappé par cette fresque, le pianiste virtuose européen Franz Liszt, d'origine hongroise (et donc né dans l'Empire austro-hongrois), composa en 1857 un poème symphonique qu'il intitula La Bataille des Huns (Hunnenschlacht). Il y mêla un thème tzigane pour les Huns (la musique tzigane de Hongrie étant alors très à la mode) et un style qu'on a parfois qualifié de « wagnérien » pour l'engagement militaire.

#### Sources anciennes
- Jordanès, Histoire des Goths [détail des éditions] [lire en ligne], VIe siècle.
- Sidoine Apollinaire, Une histoire commencée de l’invasion d’Attila dans les Gaules, invasion dont il avait été témoin. Œuvre inachevé.

#### Ouvrages contemporains
Sur l'ensemble de la période :
- Pierre Riché, Les invasions barbares, Paris, P.U.F., coll. « Que sais-je ? », 1983 (réimpr. 6e édition) (1re éd. 1953), 127 p. (ISBN 2-13-038308-4).

Sur Attila :
- Thierry Amédée, Histoire d'Attila et de ses successeurs, Didier, 1856 (ISBN 0-543-86531-2, lire en ligne).

Sur les Huns en Gaule et sur la bataille :
- Philippe Richardot, La fin de l'armée romaine (284-476), chapitre 18 « Les champs catalauniques (20 juin 451) : une bataille entre fédérés » p. 351-366, 2005.
- Geneviève Dévignes, Ici le monde changea de maître, 1953.
- Iaroslav Lebedynsky, La campagne d'Attila en Gaule, Lemme edit, 2011 (ISBN 978-0-543-86531-1 et 0-543-86531-2).
- Anne Logeay, « Aux champs Catalauniques… », dans Historia, juin 2007.
- R.G. Grant (dir.), Les 1 001 batailles qui ont changé le cours de l'histoire, Flammarion, 2012, avec une préface de Franck Ferrand  (ISBN 978-2-0812-8450-0), traduction-adaptation française collective sous l'autorité de Laurent Villate. Titre anglais original : 1001 battles that changed the course of history, Quintessence, 2012.
- Fabrice Delaître, « La bataille des champs Catalauniques, 1er-2 septembre 451 », Les batailles oubliées, 2016.

En littérature :
- Népomucène-Louis Lemercier, La Mérovéïde, ou les Champs Catalauniques, Firmin Didot, Paris, 1818.
- William Napier, Attila, trilogie de 2005 : Ætius est l'héroïque « dernier des Romains » lors de la bataille des champs Catalauniques.
- Thomas B. Costain, The Darkness and the Dawn, 1959, décrit la bataille.
- Jack Whyte, L'Aigle, dans lequel la bataille entre Ætius et Attila est décrite en détail, lors d'une conversation entre le roi Arthur et Sire Clothaire.